# Collegium Martineum w Poznaniu
Collegium Martineum w Poznaniu (do 25 czerwca 2018 Collegium Historicum) – dawny gmach Komitetu Wojewódzkiego Polskiej Zjednoczonej Partii Robotniczej w Poznaniu, znajdujący się przy ul. Święty Marcin, służący obecnie Uniwersytetowi im. Adama Mickiewicza. Od 25 maja 2021 roku w budynku, na pierwszym piętrze mieści się interaktywne Centrum Szyfrów Enigma.

## Historia
W miejscu obecnego gmachu, w czasach zaboru pruskiego zbudowano intendenturę wojskową. Budynek przetrwał I wojnę światową i w latach II Rzeczypospolitej mieścił szereg instytucji wojskowych, wśród nich oddział biura szyfrów Sztabu Generalnego Wojska Polskiego, gdzie pracowali Marian Rejewski, Jerzy Różycki i Henryk Zygalski – absolwenci Uniwersytetu Poznańskiego, którzy złamali kod niemieckiej maszyny szyfrującej Enigma. Budynek intendentury został zburzony w czasie II wojny światowej.
Obecny gmach wzniesiono w latach 1949–1950 jako siedzibę Komitetu Wojewódzkiego Polskiej Zjednoczonej Partii Robotniczej. Autorem projektu był Władysław Czarnecki. Gmach został opanowany w dniu 28 czerwca 1956 przez uczestników Poznańskiego Czerwca. Natomiast 17 stycznia 1990 grupa studentów (m.in. ze struktur NZS UAM) na fali upadku komunizmu i oczekiwanego rozwiązania PZPR przejęła budynek. Pokojowa okupacja trwała ponad jedną dobę. Żądania studentów dotyczyły ujawnienia stanu prawnego budynku a także powstania komisji społecznej dla jego uregulowania. W kwietniu, już po oficjalnym rozwiązaniu PZPR w 1990, gmach został przekazany Uniwersytetowi im. Adama Mickiewicza, który ulokował w nim Wydział Historyczny i nadał mu obecną nazwę. Parter budynku zajmuje PKO Bank Polski.
W 2015 Wydział Historyczny przeniósł swoją siedzibę do nowego budynku (Collegium Historicum Novum, później pod nazwą Collegium Historicum) zlokalizowanego na terenie Kampusu Morasko. W latach 2016–2017 w budynku miało swoją siedzibę Muzeum Uniwersytetu im. Adama Mickiewicza w Poznaniu (nie posiadając jeszcze stałej wystawy).
25 czerwca 2018 senat uniwersytetu zmienił dotychczasową nazwę budynku Collegium Historicum na Collegium Martineum (nazwa Collegium Historicum przypisana została budynkowi w kampusie Morasko). Nowa nazwa związana jest z lokalizacją budynku przy ul. Święty Marcin.

## Opis budynku
Gmach dwuskrzydłowy – posiada skrzydło od ul. Święty Marcin (krótsze) i od ul. Kościuszki (dłuższe). Na wysokości głównego wejścia, prostopadle do skrzydła budynku przylega aula im. prof. Henryka Łowmiańskiego – największa sala w budynku, pod którą znajduje się lokal gastronomiczny. Od strony ul. Kościuszki znajduje się wjazd na wewnętrzny parking. Budynek wykonany z cegły, oblicowany piaskowcem. Posiada sześć kondygnacji. Od strony ul. Święty Marcin miał podcienia, które na początku lat 90. XX wieku zostały zabudowane. Na dachu znajdują się dwa maszty, na których w latach Polski Ludowej powiewała flaga biało-czerwona oraz czerwony sztandar – międzynarodowy symbol ruchów robotniczych. Znajdował się również neon reklamujący „Gazetę Poznańską”, organ KW PZPR.

## Tablice pamiątkowe
Na zewnętrznej ścianie budynku od strony ul. Tadeusza Kościuszki znajdują się tablice:
- poświęcona żołnierzom 14 Wielkopolskiej Dywizji Piechoty poległym i zamordowanym w obronie Ojczyzny w latach 1918–1945, ufundowana w 1992 przez weteranów dywizji[6].
- pamięci architekta Władysława Czarneckiego, projektanta budynku, laureata Nagrody Honorowej Stowarzyszenia Architektów Polskich (SARP) przyznanej w 1970 za realizację projektu „Magnolii” przy ul. Głogowskiej; umieszczona w tym miejscu w 2014[7].

Wewnątrz budynku znajdowała się dawniej m.in. tablica poświęcona:
- prof. Henrykowi Łowmiańskiemu, przy auli jego imienia.

## Galeria

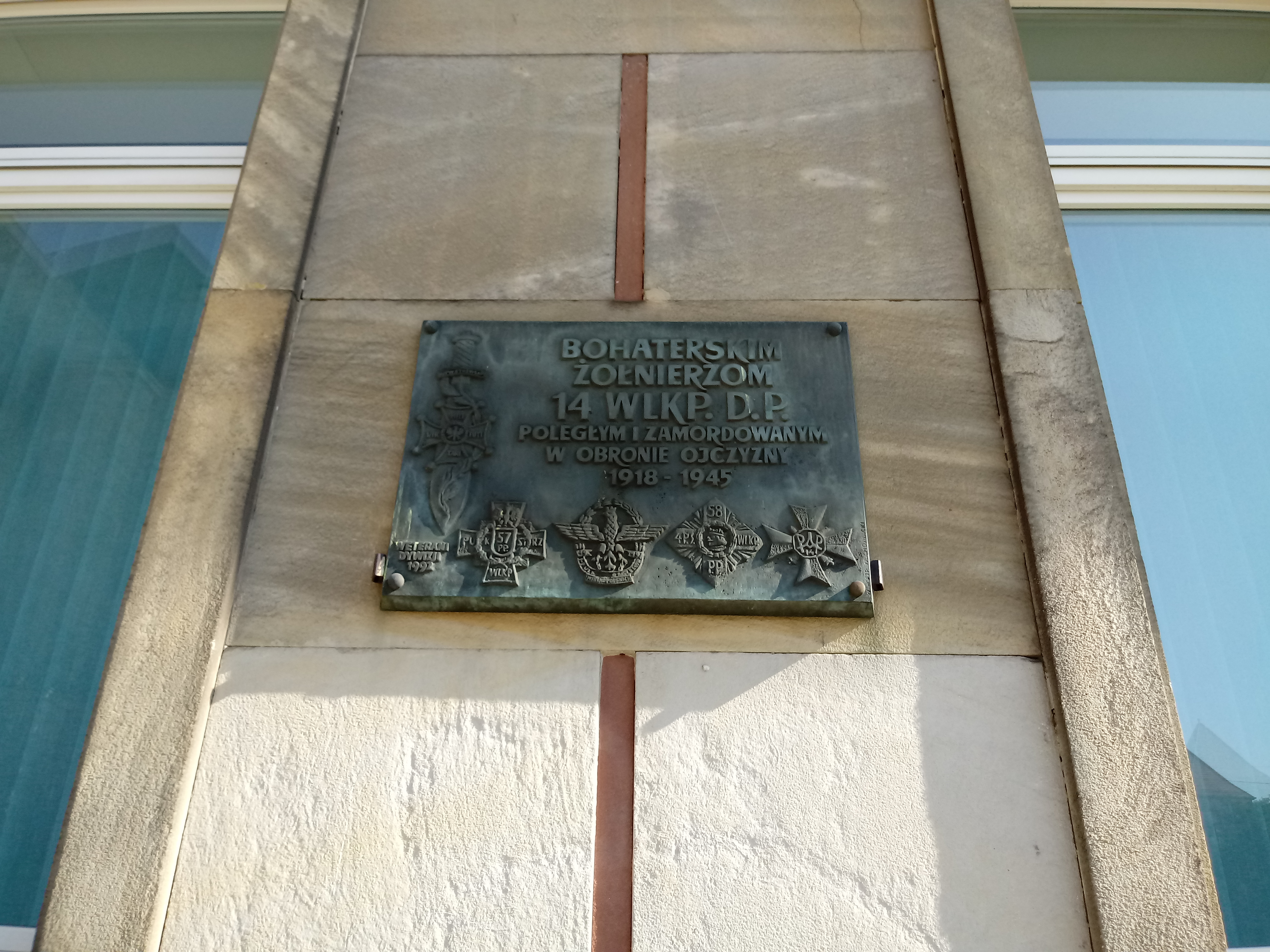
Tablica poświęcona żołnierzom 14 Wlkp. Dywizji Piechoty
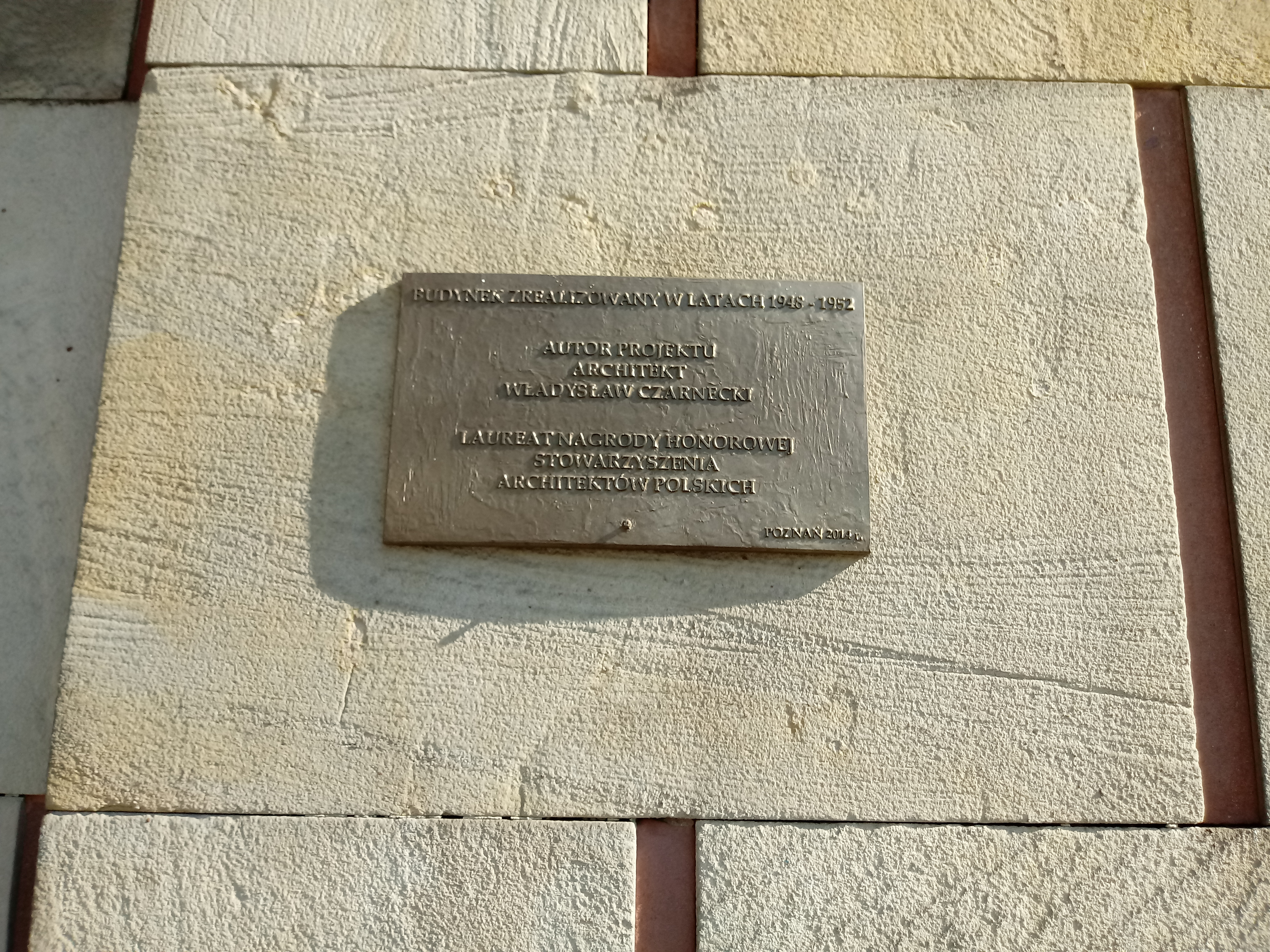
Tablica pamięci architekta Władysława Czarneckiego
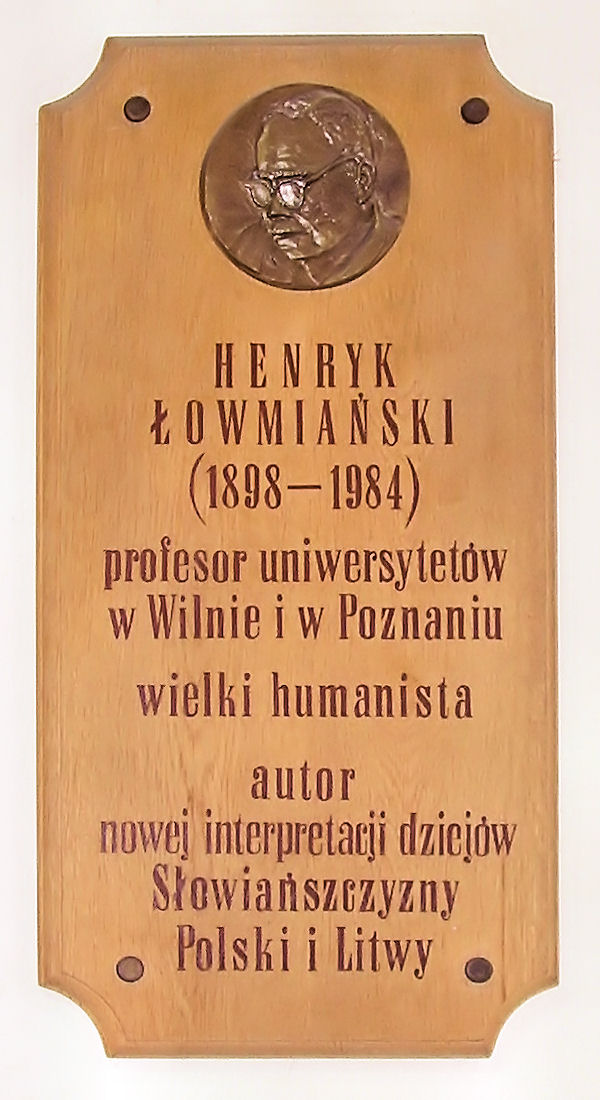
Tablica pamiątkowa przy auli im. prof. Henryka Łowmiańskiego (obecnie przeniesiona do Collegium Historicum na Morasku)
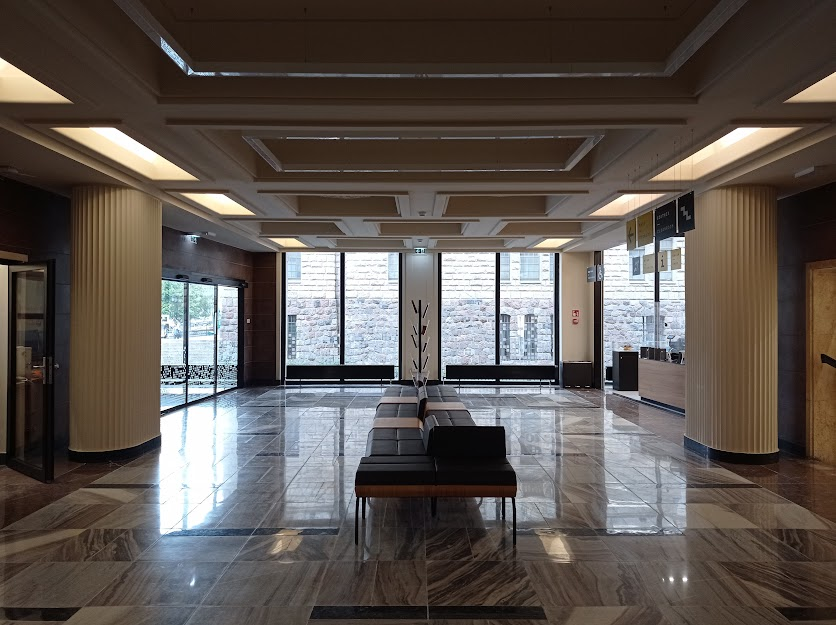
Collegium Martineum - hol główny
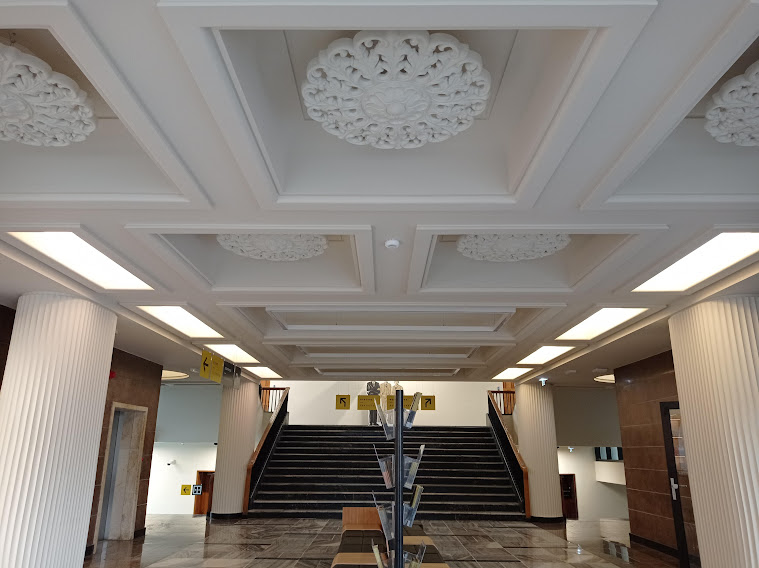
Collegium Martineum - hol główny
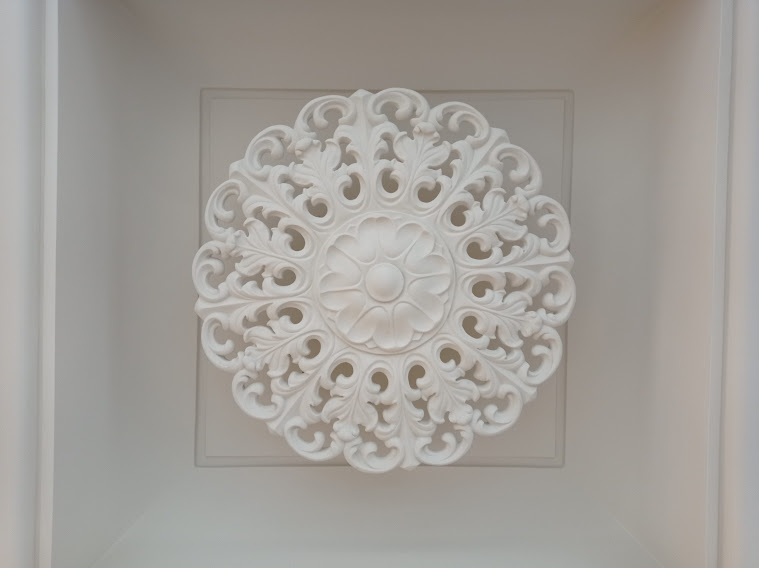
Collegium Martineum - hol główny, sufit
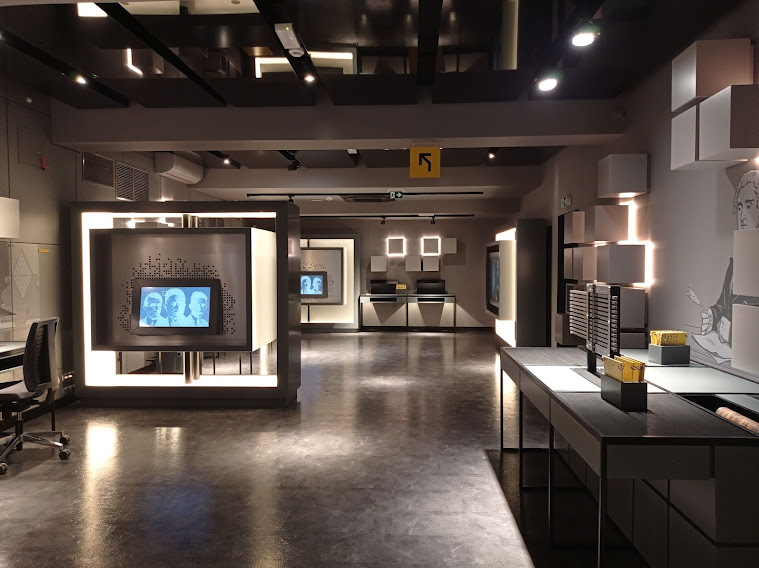
Ekspozycja Centrum Szyfrów Enigmy